# Sigmund von Thun und Hohenstein

Sigmund Graf von
Thun und Hohenstein, 1894

Sigmund Ignaz Graf von Thun und Hohenstein (* 11. Juni 1827 in Klösterle an der Eger, Böhmen; † 7. September 1897 in Morzg, Salzburg) war ein österreichischer Politiker, Statthalter des Kaisers in Mähren und Landespräsident von Salzburg.

## Leben

### Herkunft und Familie
Sigmund war das vierte von neun Kindern aus der Ehe von Joseph Matthias Graf von Thun und Hohenstein und Franziska Gräfin von Thun und Hohenstein. Am 10. Juli 1855 heiratete er auf Schloss Mieschitz Mathilde Gräfin Nostitz-Rieneck (* 29. Dezember 1831; † 17. Mai 1910), Palastdame der Kaiserin, mit der er zwei Söhne hatte:
- Joseph (* 27. März 1856; † 11. Juli 1932) ⚭ 1881 Gabriele de Longueval (1859–1934)
- Felix (* 11. Juli 1859; 8. April 1941) ⚭ 1893 Gabriele Gräfin Larisch von Moennich (* 1872)

### Karriere
Er wählte ursprünglich die militärische Laufbahn und diente als Oberleutnant in der kaiserlichen Armee. 1849 nahm er mit dem 9. Husaren-Regiment am, durch die Revolution von 1848 bedingten Ungarn-Feldzug gegen Kossuth teil und erhielt für seine Erfolge eine kaiserliche Belobigung.
Nach seinem Wechsel in die Politik wurde er im Jahr 1867 als Vertreter des Großgrundbesitzes in den Landesausschuss gewählt und vom Oberstlandmarschall Adolph Fürst von Auersperg zu dessen Stellvertreter bestimmt. 1870 wurde Thun und Hohenstein in den Geheimen Rat berufen und am 29. Juni desselben Jahres mit dem Orden der Eisernen Krone erster Klasse ausgezeichnet.
Im September 1870 erfolgte seine Ernennung zum Statthalter von Mähren. Diese schwierige Position in Brünn bekleidete er bis Oktober 1872. Danach wurde Thun, unter Beibehaltung des Titels eines Statthalters, Landespräsident von Salzburg und blieb dies bis 1897. Als Vertreter des Gesamtstaates nahm er dort 25 Jahre (1872–1897) Anteil am Aufschwung des Kronlandes und seiner Hauptstadt im 19. Jahrhundert. Sigmund förderte den Ausbau der Salzburg-Tiroler-Bahn, den Straßenbau im gesamten Land und die wichtige Salzach-Regulierung im Oberpinzgau.

### Ehrungen und Tod
Am 3. Dezember 1875 ehrte ihn die Stadt Salzburg für sein Wirken mit der Ernennung zum Ehrenbürger.

„In dankbarer Anerkennung der großen Verdienste um die fortschreitende Entwicklung der Stadt Salzburg, insbesondere der erfolgreichen Bemühungen um die Herstellung einer neuen Stadtbrücke über die Salzach", deren Errichtung mit eisernem Oberbau vom Ministerium des Innern 1874 genehmigt wurde...“

Weitere Ehrenbürgerschaften wurden ihm durch die Städte und Gemeinden Hallein, Kaprun, Morzg, Oberndorf, Sankt Johann im Pongau, Tamsweg, Zell am See, sämtlicher Gemeinden des Gerichtssprengels Mittersill und seines Heimatortes Klösterle verliehen. Im Jahr 1900 stellte die Stadt Salzburg ihm zu Ehren posthum ein Denkmal am Giselakai auf, das allerdings im Zweiten Weltkrieg der Metallsammlung zum Opfer fiel. Die nach ihm benannte „Sigmund-Thun-Brücke“ in Hellbrunn wurde 1959 vom Hochwasser zerstört.
Thun und Hohenstein war Träger eines der höchsten preußischen Orden, des Roten Adlerordens und des persischen Sonnen- und Löwen-Ordens. Auf einem 1897 gemalten Ölbild, das heute im Salzburger Landesarchiv aufbewahrt wird, trägt er die Dienstuniform eines Landespräsidenten, die Verdienstmedaille für die Teilnahme an mehreren Kriegseinsätzen und das Abzeichen der Tiroler Adelsmatrikel-Genossenschaft.
Sigmund Graf von Thun und Hohenstein verstarb nach langem schweren Leiden in seinem Landschloss (Kreuzhof, heute Emsburg) in Morzg an der Hellbrunner Allee. Seine Grabstätte befindet sich am Salzburger Kommunalfriedhof.